# Meilhardt
Die Grube Meilhardt war ein Bergbaubetrieb am südlichen Fuße des Dünsbergs, in der heutigen Gemeinde Biebertal, im Landkreis Gießen, der Brauneisenstein förderte. Sie ist eines der Bergwerke im Lahn-Dill-Gebiet.

## Entstehung und Geschichte
Das Grubenfeld Meilhardt wurde am 15. Dezember 1865 auf Eisenerz und Braunstein an Wilhelm Briel verliehen.
Im Jahre 1866 wurden an der Markscheide zur Grube Eleonore mit 20 Bergleuten 2904 Tonnen Brauneisenstein aus einer Teufe von bis zu 17 Meter im Tiefbau gewonnen.
Das absehbare Ende der Gewinnung in diesem Bereich veranlasste Briel, im Jahre 1872, zum Abteufen einer größeren Zahl von Schürfschächten im Westlichen Teil des Grubenfeldes die alle auf Brauneisenstein fündig wurden.
Durch den Positiven Bericht des Königlichen Bergrath zu Wetzlar Wilhelm Riemann an das Oberbergamt zu Bonn, in dem er die Neuaufschlüsse an der Ostseite des Biebertals bei „mäßiger Schätzung“ auf 2.250.000 t Erz bezifferte, entschloss sich die am 15. Oktober 1872 neu gegründete Aktiengesellschaft „Schalker Gruben- und Hüttenverein“ die Grube Meilhardt für 100.000 Taler zu erwerben. Der Kaufvertrag ist auf den 6. Februar 1873 datiert.
Die Erwartungen schienen sich zu bestätigen als im Jahr 1873 mit 15.870 t Erz in einem neu angelegten Tagebau die Höchste Jahresförderung in der Geschichte der Grube Meilhardt erzielt wurde. Später wurde unterhalb des Tagebaus auch im Tiefbau gefördert.
Es stellte sich aber aus verschiedenen gründen ein stetiger Rückgang der Förderung ein der 1880 mit einer Jahresförderung von 1270 t Erz seinen vorläufigen Tiefststand erreichte.
Funde bei Untersuchungsarbeiten am Westhang des Kehlbachtales im Jahre 1875 führten zu der Entscheidung den „Meilhardtstollen“ als Förder- und Wasserlösungsstollen im Kehlbachtal anzusetzen. Der Vortrieb begann 1876 und erreichte das Erzlager 1878 mit einer Stollenlänge von 200 Metern. Während des Abbaus des Lagers wurde der Stollen weiter Richtung der Markscheide zur Grube Friedberg vorgetrieben und erreichte dort im Jahr 1881 eine Länge von 650 Metern.
Der niedrige Mangangehalt des Brauneisensteinlagers führte im Januar 1886 zur Einstellung der Grube Meilhardt. Zuletzt waren 11 Bergleute auf der Grube beschäftigt.
In Zusammenhang mit dem Bau der Biebertalbahn und der Erzverladestelle Abendstern wurde durch Buderus und Stumm bis 1961 noch Erze an der Markscheide zu der Grube Friedberg und Eleonore gewonnen.